# Weltmeisterschaften im Trampolinturnen 1980
Die 11. Turn-Weltmeisterschaften im Trampolinturnen fanden 1980 in Brig, Schweiz statt.

## Ergebnisse

### Männer Einzel
| Rang | Land                   | Turner           |
| ---- | ---------------------- | ---------------- |
|      | Vereinigtes Königreich | Stewart Matthews |
|      | Vereinigtes Königreich | Carl Furrer      |
|      | Deutschland            | Ralf Pelle       |

### Synchron Männer
| Rang | Land                   | Turner                             |
| ---- | ---------------------- | ---------------------------------- |
|      | Vereinigtes Königreich | Carl Furrer Stewart Matthews       |
|      | Frankreich             | Daniel Pean Lionel Pioline         |
|      | Japan                  | Masahito Matsumoto Masaki Iwashita |

### Doppel Mini-Trampolin Männer
| Rang | Land        | Turner            |
| ---- | ----------- | ----------------- |
|      | Südafrika   | Derrick Lotz      |
|      | Deutschland | Manfred Schwedler |
|      | Australien  | Stephen Evetts    |
|      | Australien  | Brett Austine     |

### Tumbling Männer
| Rang | Land               | Turner        |
| ---- | ------------------ | ------------- |
|      | Vereinigte Staaten | Kevin Ekberg  |
|      | Vereinigte Staaten | Steve Elliott |
|      | Vereinigte Staaten | Dickie Rivens |

### Damen Einzel
| Rank | Land                   | Turnerin     |
| ---- | ---------------------- | ------------ |
|      | Schweiz                | Ruth Keller  |
|      | Deutschland            | Ute Scheile  |
|      | Vereinigtes Königreich | Erika Phelps |

### Synchron Damen
| Rang | Land        | Turner                                |
| ---- | ----------- | ------------------------------------- |
|      | Deutschland | Beate Kruswicki Gabrielle Bahr        |
|      | Niederlande | Jacqueline de Ruiter Marjo van Diemen |
|      | Kanada      | Christine Rough Norma Lehto           |

### Doppel Mini-Trampolin Damen
| Rang | Land               | Turner            |
| ---- | ------------------ | ----------------- |
|      | Vereinigte Staaten | Bethany Fairchild |
|      | Kanada             | Norma Lehto       |
|      | Südafrika          | Charlene Geyser   |

### Tumbling Damen
| Rang | Land               | Turner       |
| ---- | ------------------ | ------------ |
|      | Vereinigte Staaten | Tracy Conour |
|      | Vereinigte Staaten | Kristi Laman |
|      | Vereinigte Staaten | Julie Beatty |

### Medaillenspiegel
| Rang | Nation                 | Gold | Silber | Bronze | Gesamt |
| ---- | ---------------------- | ---- | ------ | ------ | ------ |
| 1    | Vereinigte Staaten     | 3    | 2      | 2      | 7      |
| 2    | Vereinigtes Königreich | 2    | 1      | 1      | 4      |
| 3    | Deutschland            | 1    | 2      | 1      | 4      |
| 4    | Südafrika              | 1    | -      | 1      | 2      |
| 5    | Schweiz                | 1    | -      | -      | 1      |
| 5    | Kanada                 | -    | 1      | 1      | 2      |
| 7    | Frankreich             | -    | 1      | -      | 1      |
| 7    | Niederlande            | -    | 1      | -      | 1      |
| 9    | Australien             | -    | -      | 2      | 2      |
| 10   | Japan                  | -    | -      | 1      | 1      |